# Lacroix-sur-Meuse
Lacroix-sur-Meuse település Franciaországban, Meuse megyében. Lakosainak száma 649 fő (2022. január 1.). Lacroix-sur-Meuse Bannoncourt, Woimbey, Dommartin-la-Montagne, Dompierre-aux-Bois, Lamorville, Rouvrois-sur-Meuse, Seuzey, Troyon és Vaux-lès-Palameix községekkel határos.

## Népesség
A település népességének változása:
| Lakosok száma | 537  | 599  | 608  | 684  | 704  | 715  | 720  | 712  | 691  | 649  |
|               | 1968 | 1982 | 1990 | 2006 | 2013 | 2015 | 2017 | 2019 | 2020 | 2022 |